# جان سی ریلی
جان سی رایلی (به انگلیسی: John C. Reilly) (زاده ۲۴ مه ۱۹۶۵) بازیگر، خواننده، کمدین، تهیه‌کننده آمریکایی است.
از فیلم‌های معروفی که او در آن ایفای نقش کرده می‌توان به فیلم‌های ساعت‌ها و روزهای تندر و چه چیزی گیلبرت گریپ را آزار می‌دهد اشاره کرد.

## فیلم‌شناسی
فهرست برخی از فیلم‌هایی که جان سی ریلی در آنها به ایفای نقش پرداخته‌است:
- ساعت‌ها
- کشتار
- روزهای تندر
- هوانورد
- باید دربارهٔ کوین صحبت کنیم
- سایروس
- شیکاگو
- سیرک عجایب: دستیار یک شبح
- رالف خرابکار
- آب تیره
- جورجیا
- یکه و تنها
- شب‌های عیاشی
- خط باریک سرخ
- مگنولیا
- نگهبانان کهکشان
- برادرخوانده
- سدار راپیدز
- هشت سخت
- مرد اضافی
- کونگ: جزیره جمجمه
- کاملاً طوفانی
- به عشق مسابقه
- دار و دسته‌های نیویورکی
- برادران سیسترز
- هرگز بوسیده نشده
- همراهان
- دولورس کلیبورن
- مهمانی سالگرد ازدواج
- خرچنگ (فیلم)
- تاکسی شیکاگو
- ترفیع